# 디데이 (1956년 영화)
《디데이》(D-Day The Sixth Of June)는 미국에서 제작된 헨리 코스터 감독의 1956년 전쟁, 드라마, 액션, 멜로/로맨스 영화이다. 20세기 폭스가 제작하였다. 리오넬 샤피로(Lionel Shapiro)의 소설 The Sixth of June에 기반을 둔다.
로버트 테일러 등이 주연으로 출연하였고 찰스 브래킷 등이 제작에 참여하였다.

## 줄거리
D데이를 불과 몇 시간 앞두고, 미국·영국·캐나다의 연합 특수부대인 특수부대 6호가 노르망디 해안에 위치한 독일군의 요새화된 해안포 진지를 파괴하기 위해 출동한다. 상륙정을 타고 임무지로 향하는 동안, 부대의 지휘관인 영국 장교와 그의 부하인 미국 병사는 같은 여성을 사랑하고 있음을 회상한다.
브래드 파커 대위는 공수 훈련 중 부상을 입고 낙오된 미국 낙하산 부대로, 이후 유럽 전선 작전 사령부 본부로 전출된다. 런던의 적십자 클럽에서 그는 여성 장교인 밸러리 러셀을 만나게 되고, 이미 결혼한 몸임에도 불구하고 그녀에게 마음을 빼앗긴다. 밸러리는 덩케르크 전투에서 부상 후 요양 중인 준장의 딸이며, 이미 아버지의 친구이자 영국 특공대 장교인 존 윈터 중령과 연인 관계이다.
두 장교는 각자의 임무로 해외에 파병되나, 얼마 지나지 않아 다시 귀환하게 된다. 파커는 자원하여 특수부대 6호에 합류하게 되고, 그의 전 상관이었던 티머 중령(현재는 대령)이 부대를 지휘하게 된다.
그러나 임무 개시 직전, 티머 대령은 과거 디에프페 상륙작전의 실패로 인한 정신적 후유증과 음주로 인해 보안 규정을 위반하고 체포된다. 이에 중상을 입고 복귀한 윈터가 지휘권을 넘겨받아 작전을 이끈다.
작전은 많은 희생을 치르면서도 성공적으로 마무리된다. 파커는 중상을 입고 후송되고, 윈터 역시 부상을 입은 채 철수를 기다리던 중 지뢰를 밟아 사망한다.
병원에서 회복 중이던 파커는 마지막으로 밸러리를 다시 만나게 된다. 그녀는 윈터의 죽음을 말하지 않은 채 조용히 작별을 고하고 병원을 떠나며, 홀로 슬픔에 잠긴 채 고개를 떨군다.

## 출연

### 주연
- 로버트 테일러
- 리처드 토드

### 조연
- 데이너 윈터
- 에드먼드 오브라이언
- 존 윌리엄스
- 제리 패리스
- 로버트 기스트
- 리처드 와일러
- 로스 엘리엇
- 알렉스 핀레이슨

## 기타
- 원작자: 라이오넬 샤피로
- 미술: 루이스 H. 크리버
- 미술: 라일 R. 휠러
- 의상: 찰스 르 마리